# Могадишо (аэропорт)
Международный аэропорт имени Адена Адде (ИАТА: MGQ, ИКАО: HCMM; сомал. Garoonka Caalamiga Ee Aadan Cadde; араб. مطار آدم عدي الدولي‎), ранее Международный аэропорт Могадишо — международный аэропорт, расположенный в Могадишо, столице Сомали. Назван в честь Адена Абдуллы Османа Даара, также известного как «Аден Адде» — первого президента Сомали.
Первоначально аэропорт был небольшим, но в период после обретения независимости после ряда реконструкций он значительно увеличился в размерах. С началом гражданской войны в 1991 году авиасообщение из аэропорта прекратилось. Однако, когда в конце 2010–2011 годов ситуация с безопасностью в Могадишо значительно улучшилась, началась реконструкция аэропорта. К началу 2013 года, аэропорт был почти полностью восстановлен.

## История
Аэропорт Могадишо был построен в 1928 году под названием «Petrella-Mogadiscio aeroporto» и стал первым подобным аэропортом на Африканском Роге. Он являлся главным военным аэропортом итальянского Сомали. В середине 1930-х годов аэропорт начал предлагать  коммерческие рейсы. Регулярный коммерческий маршрут Асмэра-Ассаб-Могадишо был открыт в 1935 году, когда самолет Caproni Ca.133 авиакомпании Ala Littoria обеспечивал 13-часовые рейсы из Могадишо в Итальянскую Эритрею. Самолет имел максимальную вместимость 18 пассажиров, что было рекордом по тем временам.
В 1936 году Ала Литтория открыла межконтинентальное сообщение по рейсу Могадишо-Асмэра-Хартум-Триполи-Рим. Путешествие длилось четыре дня и было одним из первых в мире полетов на большие расстояния.
Во времена Первой Республики аэропорт предлагал рейсы по многим направлениям по всему миру. В середине 1960-х аэропорт был расширен, чтобы принимать больше международных перевозчиков, при этом государственная авиакомпания Somali Airlines обеспечивала регулярные рейсы во все крупные города Африки и Ближнего Востока.
В 1970-х годах тогдашнее правящее социалистическое правительство Сомали привлекло советских специалистов для капитального ремонта наземных объектов. Способность аэропорта обслуживать как гражданские, так и военные потребности значительно увеличилась.
Сомалийский авиакорпус также использовал аэропорт в это время и имел авиакрыло, размещенное в столице. В аэропорту также находилась военная школа сомалийских ВВС.
В 1980-х годах федеральное правительство Сомали наняло ВМС США, своего нового партнера по холодной войне, для дальнейшего расширения аэропорта Могадишо. Проект включал строительство современной диспетчерской вышки, оснащенной новейшими навигационными технологиями. Также был заключен контракт с итальянской компанией Selenia на сумму около 17 миллиардов итальянских лир (2,5 миллиона долларов). Соглашение предусматривало, что компания построит второй терминал для международных маршрутов.
С падением режима Сиада Барре и последовавшей гражданской войной реконструкция аэропорта была остановлена. Большинство авиарейсов были прекращены, а инфраструктура была серьезно повреждена. 3 августа 2006 года African Express Airways стала первой международной авиакомпанией, которая возобновила регулярные рейсы в Могадишо.
8 июня 2007 года Переходное федеральное правительство объявило, что аэропорт будет переименован в честь первого президента Сомали Адена Абдуллы Османа Даара, который скончался в тот же день.
В следующем году из-за угроз безопасности, вызванных возобновлением боевых действий после вмешательства Эфиопии, большая часть гражданских самолетов решила приземляться и взлетать с взлетно-посадочной полосы K50, расположенной примерно в 50 км от Могадишо в Нижней Шабелле. Однако в конце 2010 года ситуация с безопасностью в Могадишо значительно улучшилась, и федеральному правительству в конечном итоге к августу следующего года удалось взять столицу под полный контроль.
20 августа 2012 года в аэропорту состоялась церемония приведения к присяге многих депутатов нового федерального парламента страны. Также на мероприятии генерал Муза Хасан Шейх Сайид Абдулле был назначен временным президентом и спикером парламента.
В 2013 году Международная организация гражданской авиации официально исключила аэропорт из списка аэропортов, являющимися опасными для пилотов и пассажиров .
По состоянию на июнь 2014 года в аэропорту совершают рейсы сомалийские частные перевозчики Daallo Airlines, Jubba Airways и African Express Airways, а также турецкая Turkish Airlines. Из аэропорта осуществляются рейсы в другие сомалийские города, такие как Байдоа, Галкайо, Бербера и Харгейса, а также в  Джибути, Джидду и Стамбул. По данным «Favori», в 2014 году пассажиропоток составил 439 879 пассажиров внутренних и международных рейсов, что на 319 925 пассажиров больше, чем в предыдущем году. По состоянию на ноябрь 2014 года аэропорт обслуживает более 40 рейсов в день, в 2011 году этот показатель составлял всего 3 в день.

## Реконструкция
В конце 2010 года переходное федеральное правительство заключило контракт с авиакомпанией SKA Air and Logistics, базирующейся в Дубае и специализирующейся на аэропортах в зонах конфликтов, на управление операциями в течение десяти лет во вновь открывшемся международном аэропорту Аден Адде. На компанию была возложена задача по обеспечению безопасности пассажиров и терминалов. Министерство транспорта официально объявило о партнерстве в мае 2011 года, а зарегистрированная внутри страны фирма SKA-Somalia начала свою деятельность в июле того же года.
В числе первых инициатив, стоимость которых оценивается в 6 миллионов долларов, SKA инвестировала в новое оборудование для аэропортов и расширила услуги поддержки, наняв, обучив и оснастив 200 местных сотрудников в соответствии с международными стандартами аэропортов. Компания также помогла во всестороннем обновлении инфраструктуры, восстановила надежное электроснабжение, модернизировала помещения для обработки багажа, а также залы прибытия и отправления, ввела в действие системы электронной регистрации и повысила уровень безопасности и рабочего процесса. Кроме того, SKA подключила к Интернету Сомалийское агентство гражданской авиации и метеорологии, а также сотрудников иммиграционной службы, таможни, коммерческих авиакомпаний и сомалийской полиции. К январю 2013 года компания ввела маршрутные автобусы для перевозки пассажиров на пассажирский терминал и обратно. Он также предоставлял консультации по вспомогательным услугам в других аэропортах страны.

### Участие Турции
В декабре 2011 года правительство Турции обнародовало планы дальнейшей модернизации аэропорта в рамках более широкого участия Турции в процессе местного постконфликтного восстановления. Среди запланированных обновлений новые системы и инфраструктура, в том числе современная диспетчерская вышка для наблюдения за воздушным пространством.
В сентябре 2013 года в аэропорту начала работу турецкая компания Favori LLC. Фирма объявила о планах отремонтировать авиационный корпус и построить новый терминал, а также модернизировать другие современные служебные конструкции. Проект стоимостью 10 млн. долл. США увеличит существующую вместимость аэропорта с 15 самолетов до 60.
В апреле 2014 года премьер-министр Сомали Абдивели Шейх Ахмед заложил фундамент новой национальной авиационной академии в международном аэропорту Аден Адде. Новое учреждение послужит повышению потенциала авиационного персонала, работающего в аэропортах Сомали, и сосредоточит обучение внутри страны.
В ноябре 2014 года Favori объявило, что модернизация аэропорта почти завершена и, по прогнозам, завершиться к концу 2015 года. Среди реконструируемых объектов находятся терминалы и взлетно-посадочные полосы.
В январе 2015 года президент Сомали Хасан Шейх Махмуд и президент Турции Реджеп Тайип Эрдоган официально открыли новый терминал аэропорта. Объект был построен частной турецкой строительной фирмой Kozuva.

## Авиакатастрофы и происшествия
- 13 октября 1977 года Самолет Lufthansa Boeing 737-230 Adv под названием «Ландсхут», был угнан четырьмя членами Народного фронта освобождения Палестины (НФОП). 18 октября, в ходе операции, тщательно согласованной с администрацией Барре, осажденный самолет был атакован контртеррористической группой из Западной Германии GSG 9. Все 86 пассажиров были спасены.

- Вскоре после взлета самолет Airbus A321 Daallo Airlines, пострадал от взрыва на борту, в результате чего террорист-смертник погиб. Пилоты смогли совершить вынужденную посадку.